# The Invisible Kid
The Invisible Kid is een Amerikaanse komische fantasyfilm uit 1988 onder regie van Avery Crounse, die ook het scenario schreef. De hoofdrollen worden vertolkt door Jay Underwood, Wally Ward, Chynna Phillips, Brother Theodore en Karen Black.

## Verhaal
Grover Dunn is een ietwat sullige scholier die op een formule stuit die hem 30 minuten onzichtbaar maakt. Aanvankelijk gebruikt hij de formule om wraak te nemen op zijn pestkoppen en om rond te snuffelen in de meisjeskleedkamer. Maar wanneer directeur Baxter een basketbalwedstrijd vervalst, moet Grover de boel redden door het schoolbasketbalteam onzichtbaar te helpen de wedstrijd te winnen. De formule gaat echter steeds minder lang mee.

## Rolverdeling
| Acteur           | Personage          |
| ---------------- | ------------------ |
| Jay Underwood    | Grover Dunn        |
| Wally Ward       | Milton McClane     |
| Chynna Phillips  | Cindy Moore        |
| Brother Theodore | Dr. Theodore       |
| Karen Black      | Deborah Dunn       |
| Mike Genovese    | agent Chuck Malone |
| John Towey       | directeur Baxter   |